# Adaptation (film)
Pour les articles homonymes, voir Adaptation.
Pour plus de détails, voir Fiche technique et Distribution.
Adaptation (typographié Adaptation.) est un film américain de Spike Jonze sorti en 2002. Écrit par Charlie Kaufman, il réunit Nicolas Cage, Meryl Streep et Chris Cooper.
Adaptation, comme son titre l'indique, traite de l'adaptation cinématographique d'une œuvre littéraire et des atermoiements du scénariste qui y est employé, sombrant dans une crise existentielle. Le principe narratif du film repose sur les deux figures de style que sont la mise en abyme et l'allégorie.

## Synopsis
Charlie Kaufman, heureux scénariste de Dans la peau de John Malkovich et fort de ce succès, vient de se voir confier l'adaptation du livre The Orchid Thief (en). Le roman est signé de la journaliste Susan Orlean et inspiré de son enquête sur un collectionneur et chasseur d'orchidées rares.
Séduit par l'idée de tirer du livre un scénario original, Charlie Kaufman se met au travail mais, confronté à la page blanche, il finit bientôt par se perdre dans la meilleure façon d'adapter l'histoire.

## Fiche technique
Sauf indication contraire, les informations mentionnées dans cette section peuvent être confirmées par la base de données cinématographiques IMDb,  présente dans la section « Liens externes ».
- Titre : Adaptation
- Titre original : Adaptation.
- Réalisation : Spike Jonze
- Scénario : Charlie Kaufman et son frère fictif Donald, d'après le livre non fictionnel Le Voleur d'orchidées de Susan Orlean
- Musique : Carter Burwell
- Photographie : Lance Acord
- Montage : Eric Zumbrunnen (en)
- Production : Jonathan Demme, Edward Saxon et Vincent Landay
- Sociétés de production : Propaganda Films, Columbia Pictures, Intermedia Films, Magnet Productions et Clinica Estetico Productions
- Société de distribution : Columbia Pictures
- Budget : 19 000 000 $
- Pays de production : États-Unis
- Langue originale : anglais
- Format : Couleurs - 1,85:1 - Dolby - 35 mm
- Genre : Comédie dramatique
- Durée : 114 minutes
- Dates de sortie[1] :
  - États-Unis : 6 décembre 2002
  - France et Suisse romande : 26 mars 2003

## Distribution
Légende : VF = Version française[réf. nécessaire] et VQ = Version québécoise
- Nicolas Cage (VF : Dominique Collignon-Maurin et VQ : Benoît Rousseau) : Charlie Kaufman et Donald Kaufman
- Meryl Streep (VF : Frédérique Tirmont et VQ : Marie-Andrée Corneille) : Susan Orlean
- Chris Cooper (VF : Bernard Métraux et VQ : Jean-Luc Montminy) : John Laroche
- Cara Seymour (VF : Marjorie Frantz et VQ : Marjorie Smith) : Amelia Kavan
- Tilda Swinton (VF : Ivana Coppola et VQ : Christine Séguin) : Valerie Thomas
- Ron Livingston (VF : Marc Saez et VQ : Michel M. Lapointe) : Marty Bowen
- Brian Cox (VF : Jacques Frantz et VQ : Raymond Bouchard) : Robert McKee
- Maggie Gyllenhaal (VF : Céline Mauge et VQ : Charlotte Bernard) : Caroline Cunningham
- Jim Beaver (VF : Antoine Tomé et VQ : Éric Gaudry) : Tony, le ranger
- Judy Greer (VF : Laëtitia Godès et VQ : Catherine Bonneau) : Alice, la serveuse
- Litefoot : Russell
- Doug Jones : Augustus Margary
- Jay Tavare : Matthew Osceola
- Roger Willie : Randy
- Gary Farmer : Buster Baxley
- Curtis Hanson : le mari de Susan Orlean
- Peter Jason : l'avocat de la défense
- Gregory Itzin : le procureur
- G. Paul Davis : Russell
- Bob Yerkes (en) : Charles Darwin
- Bob Stephenson : David
- Lynn Court : le père de Laroche
- Roger E. Fenter : l'oncle Jim de Laroche
- Sandra Gimpel : la mère de Laroche
- Caron Colvett : la femme de Laroche
- John Malkovich (VF : Edgar Givry et VQ : Luis de Cespedes) : lui-même (non-crédité)
- Stephen Tobolowsky : Steve Neely (dans les scènes supprimées)

## Distinctions

### Récompenses
- Berlinale 2002 : Ours d'argent (Grand prix du jury)
- Golden Globes 2003 : meilleur second rôle pour Meryl Streep
- Oscars 2003 : meilleur second rôle masculin pour Chris Cooper

### Nominations
- Oscars 2003 :
  - Meilleur acteur Nicolas Cage
  - Meilleur second rôle pour Meryl Streep
  - Meilleure adaptation pour Charlie Kaufman
- Union de la critique de cinéma 2004 : Grand Prix